# Bébé se venge
Pour plus de détails, voir Fiche technique et Distribution.
Bébé se venge est un film muet français réalisé par Louis Feuillade sorti en 1912.

## Fiche technique
- Réalisation et scénario : Louis Feuillade
- Société de production : Société des Établissements L. Gaumont
- Pays : France
- Format : Muet - Noir et blanc - 1,33:1 - 35 mm
- Genre : Comédie
- Durée : inconnue
- Date de sortie : 
  - France : 1912

## Distribution
- René Dary : Bébé (comme Clément Mary)
- Renée Carl : La mère
- Paul Manson : Le père